# El Ciruelo, Oaxaca
El Ciruelo är en ort i Mexiko.   Den ligger i kommunen San Pedro Quiatoni och delstaten Oaxaca, i den sydöstra delen av landet, 400 km sydost om huvudstaden Mexico City. El Ciruelo ligger 1 211 meter över havet och antalet invånare är 119.
Terrängen runt El Ciruelo är kuperad österut, men västerut är den bergig. Terrängen runt El Ciruelo sluttar österut. Runt El Ciruelo är det glesbefolkat, med 11 invånare per kvadratkilometer. Närmaste större samhälle är San Juan Juquila, 15,6 km nordost om El Ciruelo. I omgivningarna runt El Ciruelo växer huvudsakligen savannskog.